# 樱花

郑州大学校园内的樱花

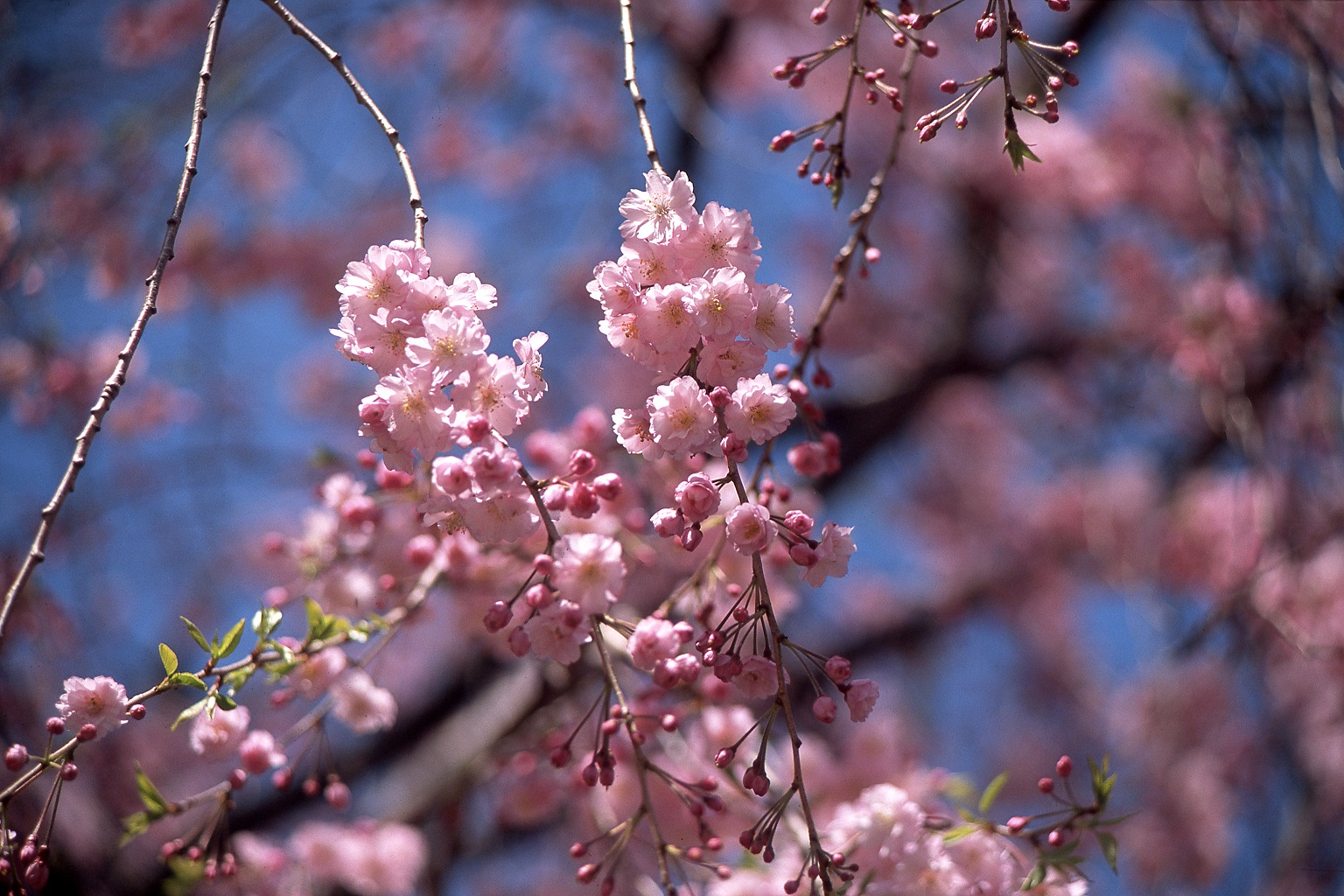
東京上野公園櫻花

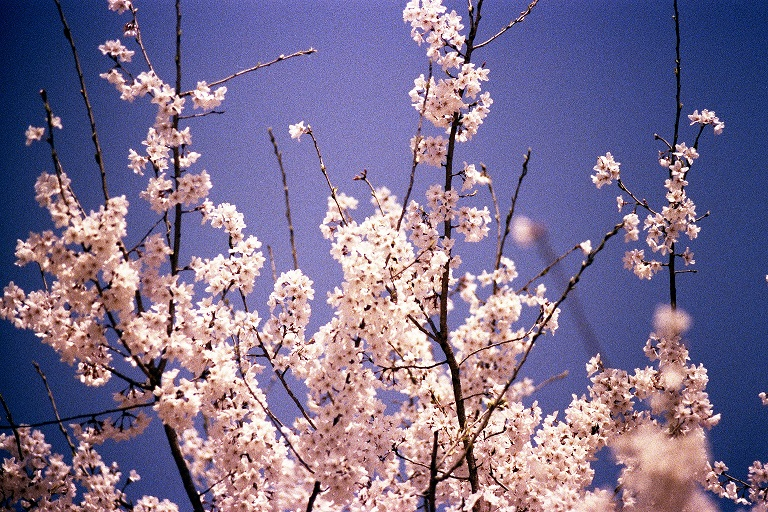
東京新宿御苑櫻花

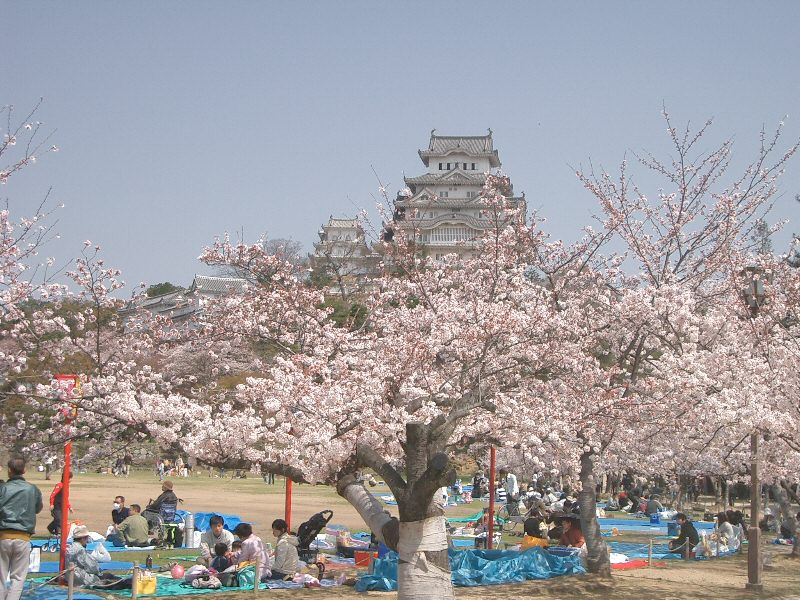
姬路城

樱花或樱花树是蔷薇科李屬樱亚属（[Prunus subgen. Cerasus]）植物的统称。根据不同的语境，樱花有时是指植物本身，有时是指所开的花朵。人们通常所称的樱花是指观赏性的樱花，而不是生产食用果实的樱花。

## 概述
樱花在几百万年前起源于喜马拉雅地区，之后向北温带其他地区扩散，约在渐新世和中新世时期，其中一支经由今中国东部到达朝鲜半岛和日本列岛。因此，樱花是中国大陆、台湾、朝鲜、韩国和日本等東亞地区的常见物种。樱花的野生品种主要广泛分布在北半球。在欧洲和北美的主流分类中，用于观赏的樱桃树被归入李属，该属大约有400种。另一方面，在日本、中国和俄罗斯的主流分类中，观赏樱花被归入樱亚属，该属由大约100个物种组成，与李属不同，樱亚属不包括中国李、桃、梅、灰叶稠李等。
在欧洲和北美，适合观赏的、花瓣為大花的野生樱花並不多，它们中的许多与今天人们想象中的典型樱花都有不同，尤其是形状和花朵。在東亞也有很多野生的樱花品种，但很多都是小花，开大花适合赏花的野生樱花品种的分布区域一般只限于远离人们生活区的小范围。在日本，大岛樱和日本山樱能够开出适合赏樱的大花，并倾向于成为大树，它们分布在该国相当广泛的地区，并靠近人们的生活区。因此，人们认为观赏樱花的文化和栽培品种的生产发展于日本历史。
一些品種的櫻花所結的果实因味道欠佳不作食用，但可作繁殖櫻花樹之用，在溫帶地區平地即能結果，在亞熱帶地區海拔則需高於500公尺。目前许多用于观赏樱花的樱花不是野生物种，而是栽培品种。由于樱花具有可变异的特性，因此，人们创造出许多专门用来赏樱的栽培品种，这种情况在日本更加常见。自平安时代以来，日本人通过选择野生樱花自然杂交或人工杂交产生的优良或变异个体，进行嫁接和扦插，从而培育出许多栽培品种。大岛樱，山樱，大叶早樱等，这些在日本自然生长的樱花容易变异，尤其是大岛樱，它是日本的特有树种，容易变异成重瓣，其生长快，花大，香味浓。因此，大岛樱因其良好的特性，产生许多称为山樱花的樱花作为栽培品种的母本。母本品种为大岛樱的代表性栽培品种是染井吉野樱和关山樱。染井吉野樱主要种植在亚洲国家，关山樱主要种植在西方国家。
在東亞，自古以来就有观赏梅花等花朵的文化，进入21世纪以来，赏樱在東亞逐渐流行。在欧洲，从19世纪末到20世纪初，英国人科林伍德·英格拉姆收集和研究日本樱花，并创造出各种观赏品种，使赏樱的文化开始传播。在美国，1912年日本赠送樱花作为友谊的象征后，赏樱开始传播。在日本，樱花从平安时代起廣為種植，其与日本文化密切相关，并发展出浓厚的赏樱文化，因此，樱花逐渐被认为是日本的国花；在各种栽培品种中，染井吉野是最广泛种植用于观赏的樱花。通常，樱花的花语有“精神之美”与“优雅的女人”之意，在西方还有“优秀的教育”之意。

## 分类
櫻花的植物學分類在不同時期和不同國家都有所不同。截至20世紀，在歐洲和北美的主流分類中，用於觀賞的櫻花被歸入李屬，包括約400個品種。另一方面，在中國、俄羅斯和日本的主流分類中，用於觀賞的櫻花被歸入櫻亞屬，該屬由大約100個物種組成，與李屬不同，櫻亞屬不包括中國李、桃、梅、灰葉稠李等。 在日本，櫻花的歸類一直採用歐洲和美國的主流分類，歸與李屬，直到1992年左右，為了更準確地反映櫻花的最新植物學情況，它被重新歸類為櫻亞屬。然而，在英語國家，為了便於介紹，它經常被歸入李屬。一般來說，櫻花只指這100多個品種中的一些，以及由它們產生的栽培品種
。
此外，由於櫻花比較容易變異，花木品種繁多，所以品種也很多，如變種是種的亞分類，種之間的雜交種，栽培種等。為此，許多研究人員在不同時期對某一類型的櫻花命名過不同的學名，因此，在櫻花的分類上存在著混亂的現象
。
通常所說的櫻花属於李屬樱亚属（[Prunus subgen. Cerasus] 错误：{{Langx}}：文本有斜体标记（帮助）），常見栽培的物種有：
- 丁字樱（英语：Prunus apetala） P. apetala：日本
- 歐洲甜樱桃 P. avium：欧洲、中東
- 鐘花樱桃 P. campanulata：台灣、中國大陸
- 灰毛樱桃（英语：Prunus canescens） P. canescens：中國大陸
- 高盆樱桃 P. cerasoides：中國大陸、印度支那半島、喜馬拉雅山
- 欧洲酸樱桃 P. cerasus：歐亞大陸
- 秩父樱 P. × chichibuensis：日本
- 晓樱 P. × compta：日本
- 華中樱桃 P. conradinae（异名：光叶樱桃 P. glabra）：中國大陸
- 襄陽山樱桃 P. cyclamina：中國大陸
- 達威克樱桃 P. × dawyckensis：英国達威克
- 草原樱桃 P. fruticosa：歐亞大陸
- 山豆樱（身延樱） P. × furuseana：日本
- 尼泊爾樱桃 P. himalaica：尼泊爾
- 薮樱 P. × hisauchiana：日本
- 鐘花豆樱 P. ×incam：日本
- 豆樱（富士樱） P. incisa：日本
- 枝垂樱 P. itosakura：日本
  - 江户彼岸樱 P. itosakura f. ascendens：日本
- 日本山樱 P. jamasakura：日本
- 贾氏樱 P. × juddii：美國波士頓
- 寒樱 P. × kanzakura：日本
- 高岭大山樱 P. × kubotana：日本
- 日本晚樱 （里樱）P. × lannesiana：日本
- 霞樱 P. leveilleana：日本
- 斑叶樱 P. maackii[19]：中華人民共和國、朝鲜半島、俄羅斯遠東地區
- 圆叶樱桃 P. mahaleb：歐亞大陸、摩洛哥
- 太平山樱花 P. matuurai：台湾
- 黑樱桃（深山樱） P. maximowiczii：中國大陸、朝鲜半島、日本、俄羅斯遠東地區
- 丁字豆樱 P. × mitsuminensis：日本
- 八岳樱 P. × miyasakana：日本
- 高岭樱（英语：Prunus nipponica） P. nipponica：日本
- 济州樱 P. × nudiflora：韩国濟州島和全羅南道海南郡大芚山[20]
- 大峰樱 P. × oneyamensis：日本
- 小叶樱（日语：コバザクラ） P. × parvifolia：日本
- 中国樱桃 P. pseudocerasus（异名：崖樱桃 P. scopulorum）：中國大陸
- 红毛樱桃 P. rufa：喜馬拉雅山脈
- 尾叶樱桃 P. rufoides：中國大陸
- 胜手樱（望月樱） P. × sacra：日本
- 大山樱 P. sargentii：日本
- 细齿樱桃 P. serrula：中國大陸
- 山樱花 P. serrulata：中國大陸、朝鲜半島、台灣、日本
- 石鎚櫻（四国豆樱） P. shikokuensis：日本
- 高砂樱（武者樱） P. × sieboldii：日本
- 大岛樱 P. speciosa：日本
- 大叶早樱（小彼岸樱） P. × subhirtella：日本
- 胜道樱 P. × syodoi：日本
- 霧社山樱花 P. taiwaniana：台湾
- 山白樱 P. takasagomontana：台湾
- 郁陵樱（英语：Prunus takesimensis） P. takesimensis：韩国郁陵岛
- 阿里山樱花 P. transarisanensis：台湾
- 日光樱 P. × tschonoskii：日本
- 东京樱花（染井吉野樱） P. × yedoensis：日本
- 云南樱桃 P. yunnanensis（异名：西南樱桃 P. duclouxii）：中國大陸
- 富士霞樱 P. × yuyamae：日本

李属李亚属矮生樱组（[Prunus subgen. Prunus sect. Microcerasus] 错误：{{Langx}}：文本有斜体标记（帮助））植物在中文中也叫樱桃，但它们不一定叫做樱花，如麦李在日文中叫做庭樱，但郁李在日文中叫做庭梅。李属稠李亚属（[Prunus subgen. Padus] 错误：{{Langx}}：文本有斜体标记（帮助））植物在中文中不叫樱花，但在日文中常常以樱为名，如灰叶稠李在日文中叫做上沟樱，橉木在日文中叫做犬樱。

## 花期

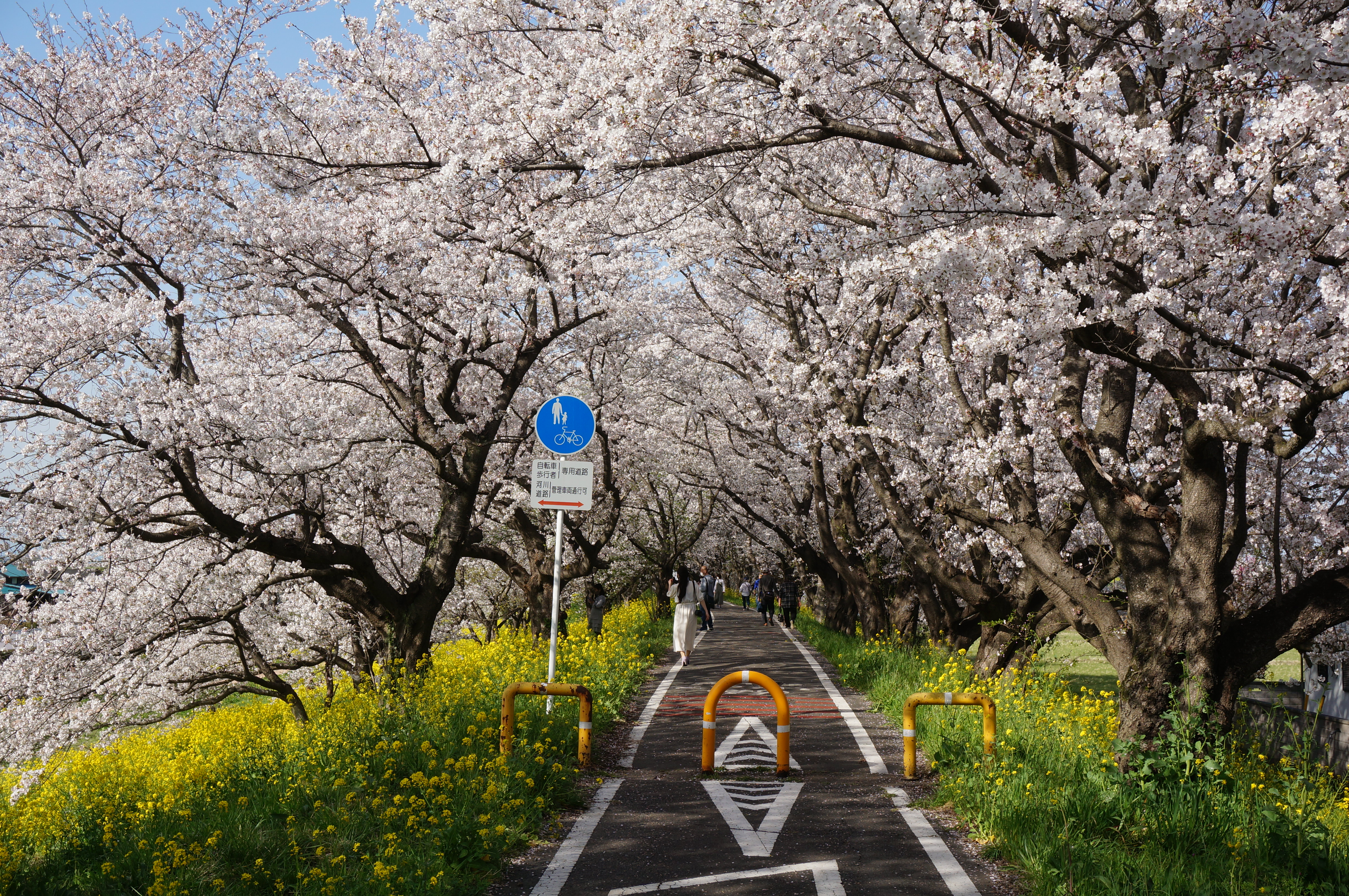
染井吉野樱是通过嫁接繁殖的栽培品种，在相同的环境下同时达到盛花期

樱花的大部分野生品种和栽培品种在北半球的3月至4月开花。对于野生品种，即使是同一品种，每棵树的基因也不同，因此，即使它们被种植在同一个地方，它们盛开的时间也有一些差异。另一方面，对于栽培品种，其往往是为了观赏樱花而种植，由于其是通过嫁接或切割而繁殖的克隆体，在遗传上是统一的，所以，同一栽培品种的每一棵树种在同一地方是同时盛开与凋落的。此外，一些野生品种，如大叶早樱，以及由它们培育出来的栽培品种，在叶子开放之前就已经盛开，会给欣赏它们的人一种炫耀的印象。染井吉野樱是作为观赏樱花的樱花树中最受欢迎的一种，因为除了这些同时开花的特点和在叶子开放前花朵盛开的特性之外，它还能开出大量的花朵，并迅速成长为大树。山樱花的许多栽培品种是在大岛樱的基础上由复杂的种间杂交而诞生，其通常用于观赏，一般在染井吉野樱盛开的几天到两周后达到盛开状态。
樱花树的开花时间被认为受到全球变暖和城市化的热岛效应的影响。根据日本京都市的日本山樱约1200年的盛开日期记录，从812年到19世纪，盛开时间相对稳定，但之后，盛开时间迅速提前，2021年出现了1200年来最早的盛开日期记录。19世纪50年代的平均高峰日是4月17日左右，但在21世纪20年代是4月5日，在此期间，平均温度上升了约3.4摄氏度。根据华盛顿特区潮汐湖的染井吉野櫻盛开日期的记录，1921年左右是4月5日，但2021年左右是3月31日。这些记录与19世纪中期以来全球平均气温迅速上升的记录是一致的。

## 日本的赏樱文化
春天賞櫻是日本傳統習俗之一，過去日本氣象廳每年會發表櫻花開花日期預測，是為“櫻前線”，目前櫻花開花預報已移轉至日本氣象協會發布。日本氣象廳僅保留櫻花等生物季節觀測資料。至2012年為止氣象廳的櫻花標本木觀測對象:北海道是大山櫻，沖繩是寒緋櫻，其餘地區是染井吉野櫻。2011-2013詳細的各地櫻花標本木種類列表大致同前，惟根室是以千島櫻為觀測對象。
日本櫻花起源复杂，来源于众多野生种的杂交培育。用于杂交育种的野生种包括大岛樱、江户彼岸樱、山樱花、日本山樱、大山樱、霞樱、丁字樱、豆樱和寒緋櫻等，绝大部分在日本本土都有野生生長甚至是是日本特有种。寒緋櫻原产中国大陆和台湾，据说在日本冲绳先岛诸岛的石垣岛有野生生长，也可能是从中国华南移栽的，但是在中国长期没有得到开发利用。日本樱花大多数品种属于里樱（Prunus Sato-zakura Group），如普贤象（Prunus 'Arbo-rosea'）、白普贤（Prunus 'Shirofugen'）、关山（Prunus 'Sekiyama'）、松月（Prunus 'Superba'）等。
據專家估計，2025年賞櫻帶來的經濟收益高達1.39萬億日圓，是有紀錄以來最高的數字，當中約四份一的賞櫻者為來自於海外的遊客。

## 病蟲害

### 日本櫻花病蟲害
（资料来源）
- 幼果菌核病と斑点性病害 Monilinia kusanoi
  - 栽培品種中櫻桃Prunus pseudocerasus, 寒緋櫻Prunus campanulata, 豆櫻Prunus incisa系統的罹病率高。
- てんぐ巣病 Taphrina wiesneri
  - 染井吉野罹病率明顯居高。
  - 栽培品種中的大島櫻Prunus speciosa，豆櫻Prunus incisa，江戶彼岸Cerasus spachiana系統亦有罹病個體。
  - 野生品種中山櫻及丁字櫻有罹病個體。
- 増生病
  - 品種與菌株間有相當差異。
- 腐朽病害
  - 品種與菌株間有相當差異

因應防止天狗巢等病蟲害蔓延，日本公益財團法人花之會自2005年起停產染井吉野櫻種苗，2009年起停止販售染井吉野櫻種苗。供應品種皆以對病蟲害較有抵抗力者為主。

### 台灣櫻花病蟲害
- 霧社血斑天牛：95年起於八仙山國家森林遊樂區進行檢測與防治。[33][34]
- 簇葉病（日本稱天狗巢病）：民國88年起於阿里山地區之櫻花即有發生。[35][36]

## 食用
观赏用途的樱花品种，其果实通常不适合食用，其他品种中的部分樱花果实可以使用，其通称樱桃。民眾常常誤以為櫻花和櫻桃是不同的物種，但实际上有些物种既有观花品种（樱花），又有食用品种（樱桃）。比如中国樱桃传统上作为果树栽培，但亦有观花品种，如泰山香樱（Prunus pseudocerasus 'Taishan Xiang'）和剑桥樱（Prunus pseudocerasus 'Cantabrigiensis'）。

### 日本櫻花食用
- 櫻花
  - 名產地為神奈川縣秦野市，以屬於重辦櫻花的關山品種為主原料。[38]根據日本公益財團法人日本花之會的櫻圖鑑，關山櫻之學名為 Prunus lannesiana ‘Sekiyama’。[39]
- 櫻葉
  - 名產地為靜岡縣賀茂郡松崎町，以伊豆當地有原生分布之櫻花（大島櫻）進行栽培為主原料。[40]根據日本公益財團法人日本花之會的櫻圖鑑，大島櫻之共同學名為Prunus lannesiana var. speciosa[39]。目前大陸地區亦有生產輸日。[41]

## 外部連結
- 樱花观赏指南 （页面存档备份，存于），果殼網（简体中文）
- 都别争了，樱花起源于哪里得听科学的 （页面存档备份，存于），刘夙，果殼網（简体中文）
- 山櫻花介紹 （页面存档备份，存于）
- 桜の新しい系統保全 ―形質・遺伝子・病害研究に基づく取組― （页面存档备份，存于）日本櫻花保存林品種介紹
- 櫻花預報 （页面存档备份，存于）
- 樱桃花就是樱花吗? （页面存档备份，存于），知乎（简体中文）
- 啥花潭水深千尺，一枝什么出墙来？ （页面存档备份，存于） ，余天一，果壳网
- 東京賞櫻名所十選？ （页面存档备份，存于）